# Apolinary
Apolinary – męskie imię pochodzenia greckiego, powstałe od imienia boga Apollina.
Formą żeńską imienia jest Apolinaria.
Apolinary imieniny obchodzi: 8 stycznia, 8 kwietnia, 23 lipca, 23 sierpnia, 2 września, 13 września i 5 października.
Znane osoby noszące imię Apolinary:
- Apolinary z Laodycei – teolog chrześcijański, twórca apolinaryzmu
- św. Apolinary z Rawenny – święty katolicki, prawosławny i ormiański, pierwszy biskup Rawenny
- św. Apolinary z Hierapolis – święty katolicki, biskup, ojciec Kościoła
- św. Apolinary Sydoniusz – biskup Clermont w Owernii
- bł. Apolinary z Posat – błogosławiony kapucyn, męczennik
- Apolinary Kurowski – pułkownik powstania styczniowego
- Apolinary Szeluto – polski kompozytor, pianista i adwokat
- Apolinary Wasniecow rosyjski malarz, historyk sztuki
- Guillaume Apollinaire, właśc. Wilhelm Apolinary Kostrowicki – francuski poeta polskiego pochodzenia